# Philodendron densivenium
Philodendron densivenium är en kallaväxtart som beskrevs av Adolf Engler. Philodendron densivenium ingår i släktet Philodendron och familjen kallaväxter.
Artens utbredningsområde är Peru. Inga underarter finns listade.